# Лежнёв-Финьковский, Пётр Яковлевич
Пётр Я́ковлевич Лежнёв-Финько́вский (10 января 1902, Глушково, Тверская губерния, Российская империя — 21 января 1958, Москва, СССР) — советский государственный и партийный деятель, экономист. Директор Всесоюзного института пушно-сырьевого хозяйства (1936—1937). Первый секретарь Марийского областного комитета РКП(б) (1923). Делегат VIII и IX съездов Советов (1920, 1921), X и XII съездов РКП(б) (1921, 1923).

## Биография
Родился 10 января 1902 года в д. Глушково ныне Тверской области в крестьянской семье. В 1914 году окончил земское училище, в 1917 году — Горское сельскохозяйственное училище. 
В 1919 году вступил в РКП(б). Направлен в Козьмодемьянский уезд Казанской губернии: заведующий земельным управлением, член районного комитета РКП(б); в 1921 году был председателем Чрезвычайного комитета по реализации урожая. За организацию Козьмодемьянского сельскохозяйственного техникума в 1921 году один из совхозов Козьмодемьянского кантона Марийской автономной области был назван его именем. В 1920 и 1921 годах был делегатом VIII и IX съездов Советов.
В 1921—1923 годах направлен в Краснококшайск: начальник областного земельного управления, в 1922—1923 годах — член Президиума Марийского ОБИК. В марте — июне 1923 года был первым секретарём Марийского областного комитета РКП(б). В 1921 и 1923 годах был делегатом X и XII съездов РКП(б).
В 1923 году переехал в Москву: начальник отдела Наркомата земледелия РСФСР. Известен как организатор газеты «Батрак», журнала «Агроном», член редколлегии журналов «Спутник агитатора», «Крестьянка». В 1929 году окончил Московскую сельскохозяйственную академию им. К. А. Тимирязева, в 1934 году — Аграрный институт Красной профессуры при ЦИК СССР. В 1935—1936 годах был заместителем директора Московского зоотехнического института, в 1936—1937 годах — директор Всесоюзного института пушно-сырьевого хозяйства.
Является автором около 450 печатных работ, в т. ч. книг «Деревня и наёмный труд» (1924), «Экономическая политика Советской власти в деревне» (1925), «Коллективные хозяйства» (1925), «Как живёт деревня» (1925), «Пути развития сельского хозяйства СССР» (1925), «Индустриализация страны и развитие зернового хозяйства» (1928),  «Совхозы и колхозы» (1928), «Сельское хозяйство на переломе» (1928), «Основы строительства советской агрономии» (1929), «Советская общественность и задачи агроуполномоченных» (1930), «Агро-зооминимум и задачи Советов» (сборник статей, соавтор, 1931), «Вопросы агротехники социалистического земледелия» (соавтор, 1934) и др.
Скончался 21 января 1958 года в Москве.